# Marjan Veldhuizen
Marjan Veldhuizen (* 9. Januar 1967) ist eine ehemalige niederländische Fußballspielerin und die Erste aus ihrem Land, die in der höchsten Spielklasse im deutschen Frauenfußball, der seinerzeit zweigleisigen Bundesliga zum Einsatz gekommen ist.

## Karriere

### Beginn in den Niederlanden
Veldhuizen begann in Scherpenzeel in der Provinz Gelderland beim dort ansässigen s.v. “de Valleivogels”, der seit 1974 auch über eine Frauenfußballabteilung verfügte, mit dem Fußballspielen. Später, nach Zeist in die Provinz Utrecht gelangt, spielte sie für den Zeister Sportclub Patria, ehe sie zur Saison 1990/91 vom TSV Siegen verpflichtet wurde und dem Bundesligisten bis zum Saisonende 1993/94 als Abwehrspielerin angehörte.

### Fortsetzung in Deutschland (TSV Siegen)
Mit ihrer Mannschaft schloss sie ihre Premierensaison als Sieger der Gruppe Nord ab und war damit für die Endrunde um die Deutsche Meisterschaft qualifiziert. Mit dem 4:3-Sieg – im Gesamtergebnis nach Hin- und Rückspiel – über den TuS Niederkirchen gelang der Einzug ins Finale. Die Begegnung mit dem FSV Frankfurt, dem Sieger der Gruppe Süd, wurde am 16. Juni 1991 im Siegener Leimbachstadion mit 4:2 gewonnen.
In den darauffolgenden drei Spielzeiten, ebenfalls als Meister aus der Gruppe Nord hervorgegangen, gewann ihre Mannschaft das am 28. Juni 1992 an gleicher Stätte mit 2:0 gegen Grün-Weiß Brauweiler ausgetragene Finale, jedoch nicht das am 20. Juni 1993 im Waldstadion in Limburgerhof, das trotz 1:0-Führung durch Silvia Neid mit 1:2 durch die zwei Tore von Heidi Mohr, die ihr in der 42. und 99. Minute gelangen, verloren wurde. Beim 1:0-Sieg über Grün-Weiß Brauweiler am 19. Juni 1994 in Pulheim gehörte sie nicht zur Finalmannschaft.
Ferner erreichte sie mit ihrer Mannschaft dreimal das Finale um den Vereinspokal, der erst im dritten Anlauf gewonnen werden konnte. Nachdem sie mit ihrer Mannschaft das am 22. Juni 1991 im Berliner Olympiastadion ausgetragene Finale mit 0:1 gegen Grün-Weiß Brauweiler verloren hatte, erging es ihr und ihrer Mannschaft am 23. Mai 1992 an selber Stätte ebenso – 0:1 gegen den FSV Frankfurt.  Doch im Finale am 12. Juni 1993 in Berlin konnte sie sich mit der Mannschaft – wenn auch erst im Elfmeterschießen – mit 6:5 gegen Grün-Weiß Brauweiler revanchieren.
Das am 11. August 1992 in Hannover erstmals ausgetragene Finale um den Supercup konnte sie mit dem TSV Siegen gewinnen, nicht aber das am 1. August 1993 in Leverkusen ausgetragene; TuS Niederkirchen setzte sich mit 2:1 durch.

### Ende in Deutschland (FC Rumeln-Kaldenhausen)
Zur Saison 1994/95 wurde sie als Neuzugang des FC Rumeln-Kaldenhausen begrüßt. Als Zweiter der Gruppe Nord, und damit für die Endrunde um die Deutsche Meisterschaft qualifiziert, scheiterte sie mit ihrer Mannschaft im Halbfinale am FSV Frankfurt mit 3:7 nach Hin- und Rückspiel. Im Wettbewerb um den Vereinspokal schied ihre Mannschaft vorzeitig aus; im Viertelfinale unterlag man bei Grün-Weiß Brauweiler mit 1:4. Mit Ablauf des 31. Dezember 1994 beendete sie ihre Spielerkarriere und kehrte in die Niederlande zurück.

## Erfolge
- Deutscher Meister 1991, 1992, 1994 (ohne Finaleinsatz), -Finalist 1993
- DFB-Pokal-Sieger 1993, -Finalist 1991, -Finalist 1992, 1994 (ohne Finaleinsatz)
- DFB-Supercup-Sieger 1992, -Finalist 1993